# Foróneus

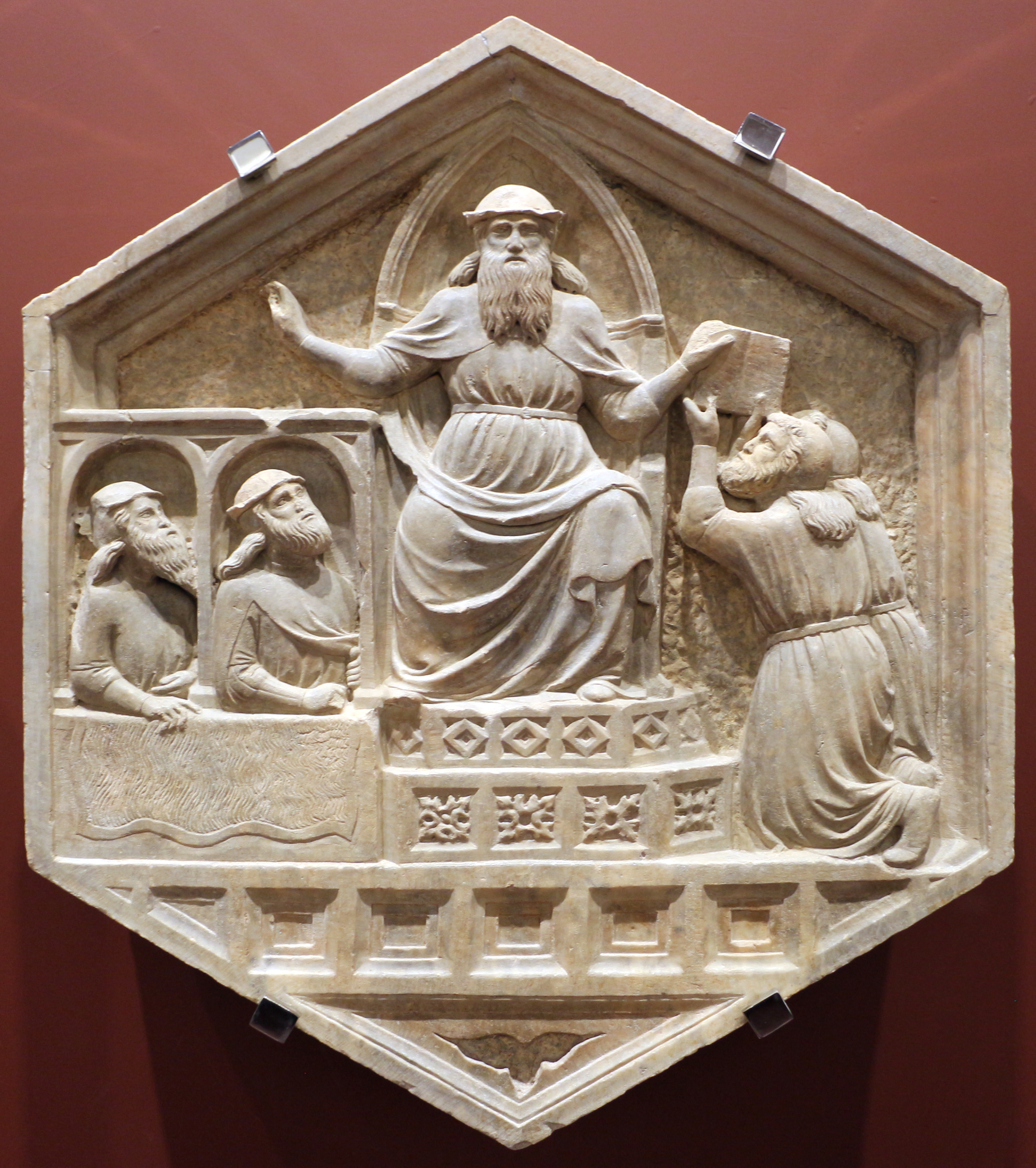
Foróneus zpodobněný na reliéfu Giottovy zvonice

Foróneus (2. pád Forónea, lat. Phoroneus) je syn říčního boha Ínacha a jeho manželky Láodiky, argejský král.
Podle argejských pověstí byl prvním člověkem na světě, podobně jako podle mezopotámských Adapa nebo podle židovských pověstí Adam. Získal si nesmírné zásluhy o lidské pokolení: usadil lidi ve společných osadách, naučil je prvním dovednostem a dal jim oheň. Sjednotil pod svou vládou celý Peloponnésos a počátek této vlády stal se v Argu výchozím bodem letopočtu. S manželkou, jež se jmenovala rovněž Láodika , měl dvě děti, Apida a Niobu, které však nebyly totožné se svými mnohem známějšími jmenovci (egyptským bohem Apidem a thébskou královnou Niobou). Jeho sestrou byla Íó, kněžka bohyně Héry a milenka nejvyššího boha Dia.
V mýtu o Foróneovi jsou spojeny prvky jiných, v Řecku rozšířenějších mýtů (o Prométheovi, Démétře aj.), jejichž vzájemný vztah není jednoznačně objasněn. Argejci, kteří se hlásili k Foróneovi jako k svému praotci, se považovali za nejstarší řecký kmen. Zda právem, archeologové nerozhodli, třebaže připouštějí, že v Argu bylo pravděpodobně jedno z nejstarších sídlišť na území Řecka.